# 567 Eleutheria
567 Eleutheria eller 1905 QP är en asteroid i huvudbältet, som upptäcktes 28 maj 1905 av den tyske astronomen Paul Götz i Heidelberg. Den är uppkalad efter den grekiska gudinnan Eleutheria.
Asteroiden har en diameter på ungefär 93 kilometer.